# Balkan Cup 1931
Balkan Cup 1931 – druga edycja turnieju piłkarskiego krajów bałkańskich − Balkan Cup, który odbył się od 30 września do 4 października 1931 w Bułgarii (Sofia). W rozgrywkach wzięły udział trzy drużyny: Turcji, Bułgarii oraz Jugosławii. Zwyciężyła drużyna gospodarzy z dorobkiem 4 punktów (2 zwycięstwa).

## Tabela końcowa
| Drużyna    | Mecze | Zwycięstwa | Remisy | Porażki | Bramki zdobyte | Bramki stracone | +/- | Pkt |
| ---------- | ----- | ---------- | ------ | ------- | -------------- | --------------- | --- | --- |
| Bułgaria   | 2     | 2          | 0      | 0       | 8              | 3               | +5  | 4   |
| Turcja     | 2     | 1          | 0      | 0       | 3              | 5               | -2  | 2   |
| Jugosławia | 2     | 0          | 0      | 2       | 2              | 5               | -3  | 0   |

## Wyniki poszczególnych meczów[2]
| 30 września 1931    |       |            |
| Bułgaria            | 5 : 1 | Turcja     |
| 2 października 1931 |       |            |
| Turcja              | 2 : 0 | Jugosławia |
| 4 października 1931 |       |            |
| Bułgaria            | 3 : 2 | Jugosławia |

## Zwycięzca
| Zwycięzca Balkan Cup w sezonie 1931 |
| ----------------------------------- |
| Bułgaria                            |